# Nobody can, but you
「Nobody can, but you」（ノーバディ・キャン,バット・ユー）は、小泉今日子が1998年10月7日にビクターエンタテインメントからリリースした39枚目のシングル。

## 解説
同時リリースアルバム『KYO→』からマキシシングルとしてシングルカットされた。
本シングルは「Nobody can, but you」がCF Version、「A beginning day」はOriginal Versionで収録されているが、アルバム『KYO→』では逆に、前者はOriginal Version、後者はCF Versionにて収録された。

### タイアップ
「Nobody can, but you」はキリンビバレッジ「午後の紅茶」CMソング。
カップリングの「A beginning day」はDDI「DION」のCMソング。

## 収録曲
1. Nobody can, but you（CF Version）
  - 作詞:小竹正人,小泉今日子／作曲:タカツカアキオ,納谷エミコ
  - 編曲:高浪敬太郎
2. A beginning day（Original Version）
  - 作詞・作曲・編曲:田中花乃
3. KYO→DEMO TRACKS
  - サヨナララ～きみ～Groove Tune Radio～Nobody can,but you～夢の底～A beginning day